# Індукована топологія
Індукована топологія — природний спосіб задання топології на підмножині топологічного простору.

## Визначення
Нехай дано топологічний простір {\displaystyle (X,\;{\mathcal {T}})}, де {\displaystyle X} — довільна множина, а {\displaystyle {\mathcal {T}}} — визначена на {\displaystyle X} топологія. Нехай також {\displaystyle Y\subset X}. Визначимо {\displaystyle {\mathcal {T}}_{Y}} — сім'ю підмножин {\displaystyle Y} таким чином:
{\displaystyle {\mathcal {T}}_{Y}=\{U\cap Y\mid U\in {\mathcal {T}}\}.}
Нескладно перевірити, що {\displaystyle {\mathcal {T}}_{Y}} є топологією на {\displaystyle Y}. Ця топологія називається індукованою топологією {\displaystyle {\mathcal {T}}}. Топологічний простір {\displaystyle (Y,\;{\mathcal {T}}_{Y})} називається підпростором {\displaystyle (X,\;{\mathcal {T}})}.
Цю конструкцію можна узагальнити. Нехай {\displaystyle X} — довільна множина, {\displaystyle (Y,\;{\mathcal {T}}_{Y})} — топологічний простір і {\displaystyle f:X\to Y} — довільне відображення {\displaystyle X} в {\displaystyle Y}. Тоді як {\displaystyle {\mathcal {T}}_{X}} візьмемо всілякі множині виду {\displaystyle f^{-1}} ({\displaystyle V}), де {\displaystyle V} — відкриті множини в {\displaystyle Y}. Топологія {\displaystyle {\mathcal {T}}_{X}} називається індукованою відображенням {\displaystyle f} топологією. Відображення {\displaystyle f} в цій топології автоматично стає неперервним. Це найслабша (вона містить найменше множин) з усіх можливих топологій на множині {\displaystyle X}, для яких відображення {\displaystyle f} буде неперервним.

## Приклад
Нехай дана дійсна пряма {\displaystyle \mathbb {R} } зі стандартною топологією. Тоді топологія, індукована останньою на множині всіх натуральних чисел {\displaystyle \mathbb {N} \subset \mathbb {R} }, є дискретною.

## Властивості
Нехай {\displaystyle Y} є підпростором в {\displaystyle X} і {\displaystyle i:Y\to X} позначає відображення вкладення. Тоді для довільного топологічного простору {\displaystyle Z} відображення {\displaystyle f:Z\to Y} є неперервним тоді і тільки тоді коли композиція відображень {\displaystyle i\circ f} є неперервною. 
Цю властивість можна використати для визначення індукованої топології на {\displaystyle Y}.
Надалі {\displaystyle S} позначаиме підпростір простору {\displaystyle X}.
- Якщо {\displaystyle f:X\to Y} є неперервним то його обмеження на {\displaystyle S} теж є неперервним.
- Якщо {\displaystyle f:X\to Y} є неперервним то {\displaystyle f:X\to f(X)} is continuous.
- Якщо {\displaystyle A} є підпростором в {\displaystyle S} то {\displaystyle A} є також підпростором в {\displaystyle X} з тією ж топологією. Іншими словами топологія на {\displaystyle A} індуковаа  топологією на {\displaystyle S} є тою ж, що і топологія індукована з {\displaystyle X}.
- Якщо {\displaystyle B} є базисом топології {\displaystyle X} то {\displaystyle B_{S}=\{U\cap S:U\in B\}} є базисом топології {\displaystyle S}.
- Топологія індукована обмеженням метрики на підмножину метричного простору збігається з індукованою топологією.